# 博尔蒂耶雷
博尔蒂耶雷（義大利語：Boltiere），是意大利贝加莫省的一个市镇。总面积4平方公里，人口5669人，人口密度1417.3人/平方公里（2009年）。国家统计（ISTAT）代码为016029。